# Liste der Einträge im National Register of Historic Places im Washington County (New York)

Lage des Washington Countys in New York

Die Liste der Einträge im National Register of Historic Places im Washington County, New York nennt die im Washington County, New York in das National Register of Historic Places aufgenommenen Objekte, Gebäude, Bauwerke und Stätten. Von diesen ist ein Gebäude, das Lemuel Haynes House, auch als National Historic Landmark ausgewiesen.
Stand: 1. Oktober 2010
|    | Bezeichnung                                         | Bild                     | Datum der Eintragung | Lage | Ort                                                          | Beschreibung |
| -- | --------------------------------------------------- | ------------------------ | -------------------- | --- | ------------------------------------------------------------ | --- |
| 1  | Susan B. Anthony Childhood House                    |                          | 13. Apr. 2007        | 2835 NY 29 43° 6′ 38″ N, 73° 25′ 23″ W | Battenville                                                  | |
| 2  | Baker-Merrill House                                 |                          | 26. Juli 2006        | 38 Grove Rd. 42° 59′ 28″ N, 73° 33′ 6″ W | Easton                                                       | |
| 3  | Brown’s Tavern                                      |                          | 22. Sep. 2000        | 7755 NY 40 43° 20′ 41″ N, 73° 24′ 35″ W | South Hartford                                               | |
| 4  | Buskirk Covered Bridge                              |                          | 8. März 1978         | quert den Hoosic River nördlich der NY 67 42° 57′ 30″ N, 73° 26′ 0″ W                                                                                | Buskirk                                                      | |
| 5  | Cambridge Historic District                         |                          | 15. Nov. 1978        | unregelmäßiger Verlauf an Main und S. Union St. 43° 1′ 30″ N, 73° 22′ 58″ W                                                                          | Cambridge                                                    | historische Reste der drei Weiler, die dann gemeinsam Cambridge bildeten |
| 6  | Champlain Canal                                     |                          | 1. Sep. 1976         | erstreckt sich von Troy nordwärts nach Whitehall 43° 10′ 0″ N, 73° 33′ 24″ W                                                                         | erstreckt sich von Waterford über Fort Edward nach Whitehall | |
| 7  | Coffin Site                                         |                          | 22. Juli 1980        | Adresse Verschlußsache | Greenwich                                                    | |
| 8  | Hiram Congdon House                                 |                          | 30. Sep. 1997        | nordöstlich der Kreuzung von NY 22 und B Rd. 43° 41′ 58″ N, 73° 25′ 52″ W                                                                            | Putnam                                                       | |
| 9  | Dayton-Williams House                               |                          | 8. Nov. 2006         | 65 Dayton Hill Rd. 43° 26′ 2″ N, 73° 17′ 4″ W | Middle Granville                                             | |
| 10 | DeRidder Homestead                                  |                          | 22. März 1974        | östlich von Schuylerville abseits der NY 29 43° 5′ 57″ N, 73° 34′ 4″ W                                                                               | Schuylerville                                                | |
| 11 | Eagleville Covered Bridge                           |                          | 8. März 1978         | quert den Batten Kill abseits der NY 313 43° 5′ 0″ N, 73° 18′ 51″ W                                                                                  | Eagleville in den Towns of Jackson und Salem, New York       | |
| 12 | Easton Friends North Meetinghouse                   |                          | 5. Okt. 2005         | NY 40, Schaghticoke-Middle Falls Rd. 43° 3′ 25″ N, 73° 32′ 4″ W                                                                                      | Middle Falls                                                 | |
| 13 | Fort Edward D&H Train Station                       |                          | 13. Dez. 2000        | East und Wing St. 43° 16′ 11″ N, 73° 34′ 51″ W | Fort Edward                                                  | |
| 14 | Fort Miller Reformed Church Complex                 |                          | 6. Dez. 1996         | Fort Miller Rd., westl. of US 4 und südlich von Galusha Island 43° 9′ 49″ N, 73° 34′ 55″ W                                                           | Fort Edward                                                  | |
| 15 | Glens Falls Feeder Canal                            | Glens Falls Feeder Canal | 25. Okt. 1985        | grob begrenzt von Richardson St. und Old Champlain Canal 43° 18′ 7″ N, 73° 37′ 53″ W                                                                 | Hudson Falls                                                 | |
| 16 | Hartford Baptist Church and Cemetery                |                          | 20. Aug. 2004        | 56 NY 23 (Main St.) 43° 21′ 53″ N, 73° 23′ 35″ W | Hartford                                                     | 1891 erbaute Kirche im ausgehenden Stil des Victorian Gothic; die erste Pfarrkirche der Gemeinde entstand 1789 an derselben Stelle.                                                                                               |
| 17 | Lemuel Haynes House                                 |                          | 15. Mai 1975         | NY 149 43° 22′ 16″ N, 73° 17′ 0″ W | South Granville                                              | letztes Wohnhaus des ersten geweihten afroamerikanischen Priesters in den Vereinigten Staaten; derzeit einzige National Historic Landmark im Washington County                                                                    |
| 18 | Hebron Valley Grange No. 1103                       |                          | 28. Juli 2006        | 3185 County Route 30 43° 13′ 50″ N, 73° 22′ 34″ W | West Hebron                                                  | |
| 19 | Home Farm                                           |                          | 5. Dez. 2008         | 591 Co. Rt. 18 43° 32′ 35,5″ N, 73° 21′ 14,5″ W | East Whitehall                                               | (neuer Eintrag; Ref.-Nummer: #08001147) |
| 20 | Hudson Falls Historic District                      |                          | 15. Sep. 1983        | grob begrenzt durch Oak, Mechanic, River, Maple und Main St. 43° 18′ 0″ N, 73° 35′ 9″ W                                                              | Hudson Falls                                                 | |
| 21 | Main Street Historic District                       |                          | 24. Apr. 1975        | beide Seiten der Williams St. und beide Seiten der Main St. Bridge bis unter die Saunders St. Bridge 43° 33′ 22″ N, 73° 24′ 7″ W                     | Whitehall                                                    | |
| 22 | Thomas McLean House                                 |                          | 31. Okt. 2007        | NY 29 43° 6′ 47″ N, 73° 25′ 20″ W | Battenville                                                  | |
| 23 | William Miller Chapel and Ascension Rock            |                          | 17. Juli 1975        | westlich von Fair Haven an NY 11 43° 35′ 42″ N, 73° 18′ 45″ W                                                                                        | Fair Haven                                                   | historischer Distrikt, der erweitert wurde, um die William Miller Farm einzuschließen |
| 24 | Old Fort House                                      |                          | 15. Sep. 1983        | 29 Lower Broadway 43° 15′ 40″ N, 73° 34′ 51″ W | Fort Edward                                                  | |
| 25 | Judge Joseph Potter House                           |                          | 2. Mai 1974          | Mountain Ter. 43° 33′ 21″ N, 73° 23′ 58″ W | Whitehall                                                    | |
| 26 | Revolutionary War Cemetery                          |                          | 11. Aug. 2004        | 9 Archibald St. 43° 10′ 2″ N, 73° 19′ 47″ W | Salem                                                        | ältester Friedhof in Salem mit mehr als 1100 Gräbern, darunter viele Veteranen des Unabhängigkeitskrieges |
| 27 | Rexleigh Covered Bridge                             |                          | 8. März 1978         | Off NY 22 43° 11′ 24,8″ N, 73° 20′ 5,3″ W | Jackson                                                      | |
| 28 | Rogers Island                                       |                          | 24. Juli 1973        | Adresse Verschlußsache 43° 15′ 42″ N, 73° 35′ 8″ W                                                                                                   | Fort Edward                                                  | |
| 29 | Salem Historic District                             |                          | 28. Mai 1975         | beide Seiten von Broadway und Main St. von der Bahnstrecke im Norden und Westen bis zum White Creek im Süden und Osten 43° 10′ 19″ N, 73° 19′ 39″ W  | Salem                                                        | historischer Kern einer der ältesten Siedlungen der Region mit zahlreichen intakten Gebäuden aus dem 19. Jahrhundert |
| 30 | Shushan Covered Bridge                              |                          | 8. März 1978         | quert Batten Kill abseits der NY 22 43° 5′ 28″ N, 73° 20′ 45″ W                                                                                      | Shushan                                                      | |
| 31 | South Granville Congregational Church and Parsonage |                          | 19. Mai 2005         | 7179 NY 149 43° 22′ 19″ N, 73° 17′ 15″ W | Granville                                                    | Kirche und Pfarrhaus wurden in den 1840er Jahren erbaut; die Kirche wurde 1873 erweitert. |
| 32 | St. James Episcopal Church                          |                          | 7. Jan. 1998         | 112 Broadway 43° 16′ 2″ N, 73° 35′ 6″ W | Fort Edward                                                  | |
| 33 | Stoops Hotel                                        |                          | 30. Juni 2009        | 2839 NY 29 43° 6′ 56,3″ N, 73° 25′ 20,1″ W | Battenville                                                  | (neuer Eintrag; Ref.-Nummer: 09000481) |
| 34 | Elisha Straight House                               |                          | 15. Sep. 2004        | 55 Main St. 43° 21′ 53″ N, 73° 23′ 38″ W | Hartford                                                     | frühes Wohngebäude in Hartford, das während des Sezessionskrieges als Rekrutierungszentrum genutzt wurde. Beherbergt nun ein Heimatmuseum.                                                                                        |
| 35 | Town-Hollister Farm                                 |                          | 13. Juni 2008        | NY 22 | North Granville                                              | (neuer Eintrag; Ref.-Nummer: 08000516) |
| 36 | U.S. Post Office Granville                          |                          | 11. Mai 1989         | 41 Main St. 43° 26′ 3″ N, 73° 15′ 35″ W | Granville                                                    | eines von nur drei Postämtern im Stil des Colonial Revivals mit einer an den Giebelseiten hochgezogenen Brüstung. Die asymmetrische Fensteranordnung ist unüblich für ein Postamt dieser Größe aus der Zeit der Great Depression. |
| 37 | U.S. Post Office Hudson Falls                       |                          | 11. Mai 1989         | 114 Main St. 43° 17′ 59″ N, 73° 35′ 8″ W | Hudson Falls                                                 | |
| 38 | U.S. Post Office Whitehall                          |                          | 11. Mai 1989         | 88 Broadway 43° 33′ 12″ N, 73° 24′ 16″ W | Whitehall                                                    | |
| 39 | Village of Greenwich Historic District              |                          | 31. Aug. 1995        | grob begrenzt entlang Academy, Church, Cottage, Gray, Main, Prospect und Salem St. und Washington Sq., Town of Greenwich 43° 5′ 30″ N, 73° 29′ 55″ W | Greenwich                                                    | |
| 40 | White Creek Historic District                       |                          | 26. Apr. 1979        | NY 68, Byars und Niles Rd. 42° 58′ 18″ N, 73° 17′ 22″ W                                                                                              | White Creek                                                  | |
| 41 | Whitehall Armory                                    |                          | 2. März 1995         | 62 Poultney St. 43° 32′ 59″ N, 73° 23′ 48″ W | Whitehall                                                    | |
| 42 | Wing-Northup House                                  |                          | 12. Sep. 2008        | 167 Broadway 43° 16′ 10,3″ N, 73° 35′ 14,4″ W | Fort Edward                                                  | |

- Karte mit allen Koordinaten:
- OSM |
- WikiMap